# Јутовил (Јужна Каролина)
Јутовил (Јужна Каролина) (енгл. Eutawville) град је у америчкој савезној држави Јужна Каролина.

## Демографија
По попису из 2010. године број становника је 315, што је 29 (-8,4%) становника мање него 2000. године.
| Група             | 2000.       | 2010.       |
| Белци             | 226 (65,7%) | 189 (60,0%) |
| Афроамериканци    | 111 (32,3%) | 114 (36,2%) |
| Азијати           | 0 (0,0%)    | 0 (0,0%)    |
| Хиспаноамериканци | 2 (0,6%)    | 11 (3,5%)   |
| Укупно            | 344         | 315         |